# Radio Manà Manà
Radio Manà Manà es una estación de radio privada italiana cuya sede está en Roma. 

## Historia
Radio Manà Manà nació el 2011 a partir de una idea de Stefano Bandecchi. En 2012 fue la decimoquinta estación de radio más popular en Lazio